# Eccrinales
De Eccrinales vormen een orde van lagere schimmels (Zygomycota) uit de klasse van Trichomycetes.
De soorten uit deze orde vormen aplanosporangia. Er zijn meer dan 50 soorten bekend.

## Taxonomie
De taxonomische indeling van de Eccrinales is als volgt:
Orde: Eccrinales
- Familie: Eccrinaceae
- Familie: Palavasciaceae
- Familie: Parataeniellaceae